# Synaptomys cooperi
Espèce
Statut de conservation UICN

 LC  : Préoccupation mineure
Le Campagnol-lemming de Cooper (Synaptomys cooperi) est une espèce de rongeurs de la famille des Cricétidés.

## Répartition et habitat
Il vit au Canada et aux États-Unis. On le trouve dans une grande variété d'habitat, notamment dans les forêts mixtes et dans les forêts de sapins et épicéas.